# Escola de Artes FAFI
A Escola Técnica Municipal de Teatro, Dança e Música (FAFI) é um centro educacional público e gratuito oferecido pela prefeitura de Vitória no Espírito Santo, na unidade é ensinado dança e teatro desde 1992.

## História
Anteriormente conhecido como Grupo Escolar Gomes Cardim, a escola técnica municipal de teatro, dança e música de Vitória, mais conhecida como FAFI, é peça central na cena cultural capixaba. Criada em 1992 pelo Governador Florentino Avidos. O prédio onde funciona a escola na Avenida Jeronimo Monteiro, região central de Vitória, foi projetada pelo arquiteto tchecoslovaco Josef Pitlik, com sua arquitetura eclética, inaugurado em 1926. Ao logo da sua existência o espaço foi utilizado em diversas formas, inclusive durante a ditadura militar parte da sua estrutura serviu como deposito de obras literárias consideradas subversivas. Em 1982 o edifício foi tombado pelo conselho estadual de cultura e uma década depois começou a funcionar como sede da escola de artes oferecendo formação cultural para a população capixaba.